# Trasporti in Croazia
Questa voce raccoglie le principali tipologie di trasporti in Croazia.

## Trasporti su rotaia

### Rete ferroviaria
In totale: 2.726 km (dati 2004)

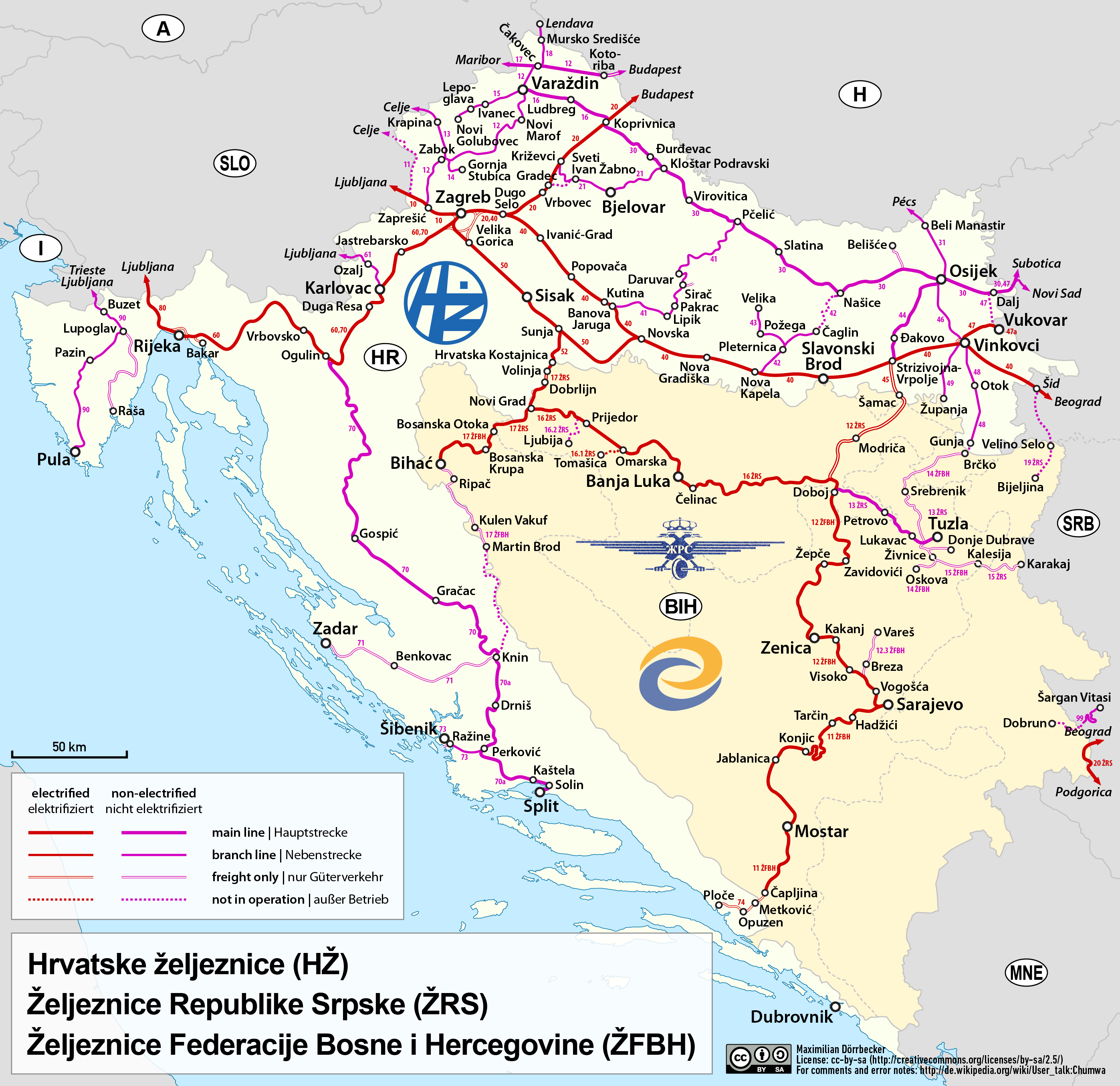
Rete ferroviaria croata

- Scartamento normale (1435 mm): 2.726 km, 984 dei quali elettrificati
- Gestore nazionale: Hrvatske Željeznice
- Collegamento a reti estere contigue
  - presente
    - con stesso scartamento (1435 mm): Bosnia ed Erzegovina, Serbia, Slovenia ed Ungheria.

### Reti metropolitane
La metropolitana non è presente in Croazia.

### Reti tranviarie
Il servizio tranviario, a trazione elettrica, è attualmente presente nelle città di Osijek (dal 1926) e di Zagabria (dal 1910).

## Trasporti su strada

### Rete stradale
In totale: 28.344 km (dati 2006)
- asfaltate: 23.979 km, 1.428 dei quali appartenenti a superstrade
- bianche: 4.365 km.

### Reti filoviarie
Attualmente in Croazia non esistono bifilari; fino al 1969 circolavano filobus a Fiume e fino al 1972 a Spalato.

### Autolinee

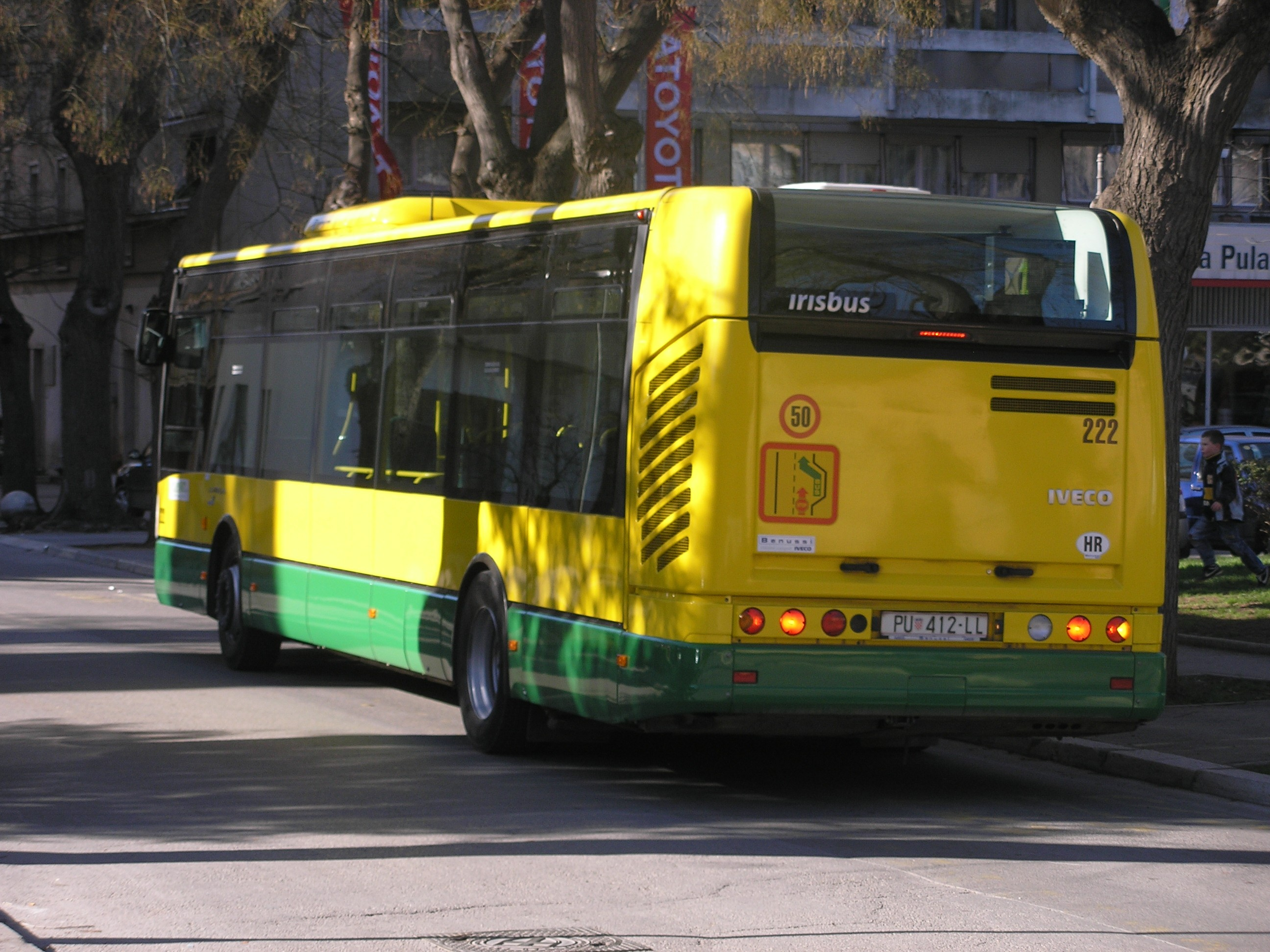
Autobus del servizio Pulapromet

In tutte le città e zone abitate della Croazia sono presenti aziende pubbliche e private che gestiscono trasporti - urbani, suburbani, interurbani e turistici - esercitati con autobus.

## Trasporti aerei
- Scali internazionali: Pola (Pula), Fiume (Rijeka), Ragusa (Dubrovnik), Spalato (Split), Zagabria e Zara (Zadar).

### Aeroporti
In totale: 68 (dati 2004)
a) con piste di rullaggio pavimentate: 23
- oltre 3047 m: 2
- da 2438 a 3047 m: 6
- da 1524 a 2437 m: 2
- da 914 a 1523 m: 4
- sotto 914 m: 9

b) con piste di rullaggio non lastricate: 45
- oltre 3047 m: 0
- da 2438 a 3047 m: 0
- da 1524 a 2437 m: 1
- da 914 a 1523 m: 7
- sotto 914 m: 37.

### Eliporti
In totale: 1 (dati 2002).

## Idrovie
La Croazia dispone di 785 km di acque interne perennemente navigabili, afferenti principalmente ai fiumi Danubio e Sava (dati 2004).

### Porti e scali

#### Marittimi
- principali: Fiume, Castelmuschio, Ploče e Sebenico
- altri: Dugi Rat, Pola, Ragusa, Spalato e Zara.

#### Fluviali
- Vukovar (sul Danubio),
- Sisak, Slavonski Brod e Županja (sulla Sava)
- Osijek (sulla Drava).